# Talsperre Divor
Die Talsperre Divor (portugiesisch Barragem do Divor) liegt im Distrikt Évora, Region Alentejo, Portugal. Sie staut den Divor, einen linken (südlichen) Nebenfluss des Sorraia zu einem Stausee (port. Albufeira da Barragem do Divor) auf. Die Kleinstadt Arraiolos befindet sich ungefähr vier Kilometer nordwestlich der Talsperre.
Die Talsperre wurde 1965 fertiggestellt. Sie dient der Bewässerung und ist im Besitz der Associação de Beneficiários do Divor.

## Absperrbauwerk
Das Absperrbauwerk ist ein Staudamm mit einer Höhe von 23 m über der Gründungssohle (21 m über dem Flussbett). Die Dammkrone liegt auf einer Höhe von 263,6 m über dem Meeresspiegel. Die Länge der Dammkrone beträgt 636 m und ihre Breite 7 m. Das Volumen des Staudamms umfasst 255.000 m³.
Der Staudamm verfügt sowohl über einen Grundablass als auch über eine Hochwasserentlastung. Über den Grundablass können maximal 4,2 m³/s abgeleitet werden, über die Hochwasserentlastung maximal 45 m³/s. Das Bemessungshochwasser liegt bei 310 m³/s.

## Stausee
Beim normalen Stauziel von 261,4 m (maximal 262,2 m bei Hochwasser) erstreckt sich der Stausee über eine Fläche von rund 2,39 km² und fasst 11,9 Mio. m³ Wasser – davon können 11,89 Mio. m³ genutzt werden.